# 絶地天通
絶地天通（ぜっちてんつう）は、中国神話における天地の通路断絶事件。顓頊帝が神官・重（ちょう）と黎（れい）に命じ、人間と神々の直接交流を禁止したとされる。『書経』『国語』に記されたこの神話は、古代中国の祭祀制度確立や王権神授説の形成を象徴する物語と解される。

## 神話的背景

### 天地交通の時代
『国語』楚語篇によれば、太古には崑崙山や建木などの「天梯（てんてい）」を通じ、人神が自由に往来していた。巫覡（ふげき）が媒介者となり、民衆は個別に神と交信したが、これが「民神雑糅（みんしんざつじゅう）」状態を招き、祭祀秩序が混乱した。

### 顓頊の改革動機
『書経』呂刑篇は「九黎（きゅうれい）乱徳」を契機とする。九黎族が祭祀を濫用し社会倫理が崩壊したため、顓頊が神権を中央集権化し、王権の正当性を強化したとされる。

## 事件の経緯
顓頊は以下の措置を実行：
1. 天梯破壊：重を天界に、黎を地界に派遣し、崑崙山などの通路を封鎖（『山海経』大荒西経に「重を天に献じ、黎を地に邛す」と記載）。
2. 祭祀統制：重が天神祭祀を、黎が地祇と民衆の管理を分担し、一般人の直接祭祀を禁止（『国語』「神を祀るは官に在るのみ」）。

## 学的解釈
- 政治史的解釈（徐旭生『中国古史の伝説時代』）：部族連合から夏王朝へ至る王権集中過程を神話化したもの。
- 宗教史的意義（張光直）：シャーマニズム的祭祀から官僚制的祭祀への転換点。
- 宇宙論的影響：天・地・人三界分離思想が道教の三清観念や日本神話の高天原-葦原中国-黄泉構造に影響。

## 文献記載
| 文献               | 記載内容                                                                                        | 注釈           |
| ------------------ | ----------------------------------------------------------------------------------------------- | -------------- |
| 『書経』呂刑篇     | 「乃命重黎、絶地天通、罔有降格」                                                                | 最古の記録     |
| 『国語』楚語篇     | 「南正重を命じて天に属し神に司らしめ、火正黎を命じて地に属し民に司らしむ…これを絶地天通と謂う」 | 事件の詳細説明 |
| 『山海経』大荒西経 | 「顓頊老童を生み、老童重及び黎を生む。帝重をして天に献ぜしめ、黎をして地に邛（くだ）らしむ」    | 神統譜の記載   |

## 後世への影響
- 儒教：荀子『礼論篇』が「礼制の起源」として引用。
- 道教：陶弘景『真誥』で天界への昇仙困難化の理由に言及。
- 民俗：七夕伝説の「年に一度の再会」モチーフとの関連性が指摘される[1]。